# Tim Mack
Timothy (Tim) Mack (Cleveland, 5 september 1972) is een Amerikaanse polsstokhoogspringer, die in 2004 olympisch kampioen werd.

## Biografie
Mack werd geboren als jongste van een gezin van vijf kinderen en studeerde aan de Saint Ignatius High School in Cleveland en de University of Tennessee. Voor Tennessee zat hij twee jaar op de Malone College. In 1991 begon hij als getalenteerd atleet met het polsstokhoogspringen als alternatief voor het langeafstandslopen. In 2001 won hij met 5,80 m het goud op de Goodwill Games in Brisbane. Een jaar later werd hij Amerikaans indoorkampioen.
Tim Mack haalde tweemaal de finale bij een WK. In 2001 werd hij in het Canadese Edmonton negende op de wereldkampioenschappen met 5,75 en twee jaar later werd hij zesde op de WK in Parijs met 5,70.
Op de Olympische Spelen van Athene in 2004 werd Mack olympisch kampioen, doordat hij met 5,95 zijn landgenoot Toby Stevenson en de Italiaan Giuseppe Gibilisco versloeg. Hij verbeterde hierbij het olympisch record. Later dat jaar werd hij tweede op de wereldatletiekfinale met 6,01 en hiermee lid van de zeer exclusieve "6 meter club", bestaande uit polsstokhoogspringers die zes meter of hoger sprongen. In deze wedstrijd werden zijn landgenoten Toby Stevenson en Derek Miles respectievelijk tweede en derde met beide 5,70.
Sinds de Spelen van 2004 had Tim Mack te kampen met blessures. Op 13 oktober 2006 werd hij succesvol artroscopisch geopereerd aan zijn schouder.
In zijn vrije tijd is Mack trainer van een aantal jonge polsstokhoogspringers.

## Titels
- Olympisch kampioen polsstokhoogspringen - 2004
- Amerikaans kampioen polsstokhoogspringen - 2004
- Amerikaans indoorkampioen polsstokhoogspringen - 2002
- NCAA-kampioen polsstokhoogspringen - 1995
- NCAA-indoorkampioen polsstokhoogspringen - 1993

## Persoonlijke records
| Onderdeel                      | Prestatie | Datum             | Plaats  |
| ------------------------------ | --------- | ----------------- | ------- |
| polsstokhoogspringen (outdoor) | 6,01 m    | 18 september 2004 | Monaco  |
| polsstokhoogspringen (indoor)  | 5,85 m    | 24 februari 2002  | Donetsk |

## Palmares

### polsstokhoogspringen
Kampioenschappen
- 2001:  Goodwill Games - 5,80 m
- 2001: 9e WK - 5,75 m
- 2002: 5e Grand Prix Finale - 5,55 m
- 2003: 6e WK - 5,70 m
- 2004:  OS - 5,95 m
- 2004:  Wereldatletiekfinale - 6,01 m
- 2005: 6e Wereldatletiekfinale - 5,60 m

Golden League-podiumplaatsen
- 2002:  Bislett Games - 5,70 m
- 2002:  Weltklasse Zürich - 5,70 m
- 2004:  Weltklasse Zürich - 5,85 m
- 2004:  ISTAF – 5,80 m